# Batalha de Tagina
Na batalha de Tagina (em latim: Taginae), também chamada de batalha das Tumbas dos Galos (em latim: Busta Gallorum) em junho/julho de 552, as forças do Império Bizantino comandadas por Narses derrubaram o domínio dos ostrogodos na península Itálica, e abriram o caminho para uma conquista bizantina total da península.

## Contexto histórico
Desde 549, o imperador bizantino Justiniano I (r. 527–565) planejava despachar um exército grande para a Itália, a fim de concluir a guerra contra os ostrogodos, iniciada em 535. Durante 550-551, uma grande força expedicionária com 35 000 homens foi gradualmente reunida em Salona (atual Solin, na Croácia, no Adriático), que consistia de unidades bizantinas regulares e um grande contingente de aliados estrangeiros, como lombardos, hérulos e búlgaros. O camareiro imperial (cubiculário) Narses foi designado para comandá-la no meio do ano 551. Na primavera seguinte, Narses liderou este grande exército através da costa do Adriático até Ancona, quando se voltou para o interior, marchando pela Via Flamínia rumo a Roma.
Próximo à vila de Tagina (tradicionalmente situada em algum lugar ao norte da atual Gualdo Tadino), Narses encontrou o exército ostrogodo comandado pelo rei Tótila (r. 541–552), que vinha avançando para interceptá-lo. Ao se ver consideravelmente em menor número, Tótila optou por entrar em negociações enquanto planejava um ataque surpresa, mas Narses não se deixou enganar por este estratagema. Embora gozasse de superioridade em números, Narses montou seu exército numa posição fortemente defensiva; no seu centro ele colocou o grande número de aliados germânicos dispostos numa densa falange, e colocou as tropas bizantinas nos dois lados. Em cada ala, ele fixou 4 000 arqueiros.[carece de fontes?]

## A batalha
Tótila tentou inicialmente flanquear seu oponente capturando um pequeno morro na esquerda do exército bizantino, que dominava o único caminho à parte de trás da linha de combate de Narses, porém um destacamento de cinquenta homens da infantaria bizantina, empregado numa formação compacta e bem protegida, conseguiu repelir os sucessivos ataques da cavalaria ostrogoda. Sem conseguir alterar a posição de Narses, e esperando reforços de 2 000 homens, Tótila utilizou diversos expedientes para prorrogar a batalha, incluindo ofertas insinceras de negociação, duelos realizados entre as linhas de batalha, e a demonstração pessoal do próprio rei ostrogodo de seu talento marcial.
Quando seus reforços chegaram, Tótila abandonou a formação e se retirou para almoçar. Narses, ciente de um possível artifício, permitiu a suas tropas que repousassem sem abandonar suas posições. Tótila, aparentemente esperando pegar seu inimigo de surpresa, lançou um ataque repentino em grande escala sobre o centro bizantino. Autores modernos e antigos o acusaram de insanidade, mas Tótila provavelmente queria aproximar-se do inimigo o mais rapidamente possível para evitar os efeitos dos formidáveis arqueiros bizantinos. Narses estava preparado para isto, no entanto, e ordenou aos arqueiros concentrados em seus flancos que inclinassem em direção ao centro, para que a linha de batalha assumisse a forma de um crescente. Ao se ver pega no fogo cruzado, a cavalaria ostrogoda sofreu elevadas baixas e seu ataque hesitou. O percurso e a duração da batalha que se seguiu são incertos, mas no início da noite Narses ordenou que seu exército avançasse, e os ostrogodos abandonaram a formação e fugiram. Embora os relatos variem, foi provavelmente durante o tumulto subsequente que Tótila foi morto.

## Eventos posteriores
Narses avançou até Roma, que caiu com uma resistência limitada. Os ostrogodos se reagruparam sob o sucessor de Tótila, Teia (r. 552–553), mas sofreram uma derrota final na batalha de Mons Lactarius (próximo ao monte Vesúvio) e depois disso nunca mais tiveram algum papel significante na história da Itália.